# Walther Brewitz
Karl Georg Philipp Walther Brewitz (* 16. April 1883 in Kassel; † 11. September 1952 in München) war ein deutscher Autor und Dozent an der Berliner Volkshochschule.

## Leben
Walther Brewitz wurde 1883 als Sohn des Carl Christian Theodor Philipp Brewitz und dessen Ehefrau Elise geb. Schäfer in Kassel geboren und am 17. Juni 1883 in der evangelischen Militärgemeinde getauft.
Nach dem Schulbesuch in Kassel studierte er an der Universität Tübingen. Dort promovierte er 1914 zum Dr. phil. Das Thema seiner Dissertation lautete Scipio Africanus Maior in Spanien 210–206. Nach dem Ersten Weltkrieg wurde er Geschäftsführer der 1919 gegründeten Volkshochschule von Groß-Berlin.
Am 28. Juli 1914 heiratete er die Lehrerin Anna Luise Gertrud Winkler. Durch ein am 4. Januar 1921 rechtskräftig gewordenes Urteil des Landgerichts II von Berlin wurden das Paar geschieden. Nach der Scheidung heiratete Brewitz am 30. Juli 1921 in Berlin Emma Anna Johanna Wenzel. Brewitz starb 1952 in München.

## Autor
Bekannt wurde er u. a. durch seine Lehrbücher für Englisch und Französisch, die auch nach dem Zweiten Weltkrieg neu aufgelegt wurden. In der Zeit des Nationalsozialismus veröffentlichte er 1935 zunächst im Selbstverlag die antisemitische Broschüre Von Abraham bis Rathenau. Viertausend Jahre jüdischer Geschichte. Aufgrund ihres Antisemitismus fand sie schnell Verbreitung und wurde in die Schriftenreihe des Rassenpolitischen Amtes der NSDAP aufgenommen. Das Büchlein erschien auch noch nach Kriegsbeginn in weiteren Auflagen im Reclam-Verlag. In einer für nationalsozialistische Propaganda typischen Weise benutzte er darin unter anderem Zitate von Walther Rathenau, um die vorgebliche Andersartigkeit, Fremdheit und Minderwertigkeit der Juden zu unterstreichen. Neben weiteren Propagandaschriften publizierte er auch ein antijüdisches Buch zur Geschichte der Familie Rothschild, das ebenfalls in mehreren Auflagen erschien.
Die Schriften von Brewitz mit Ausnahme seiner Englisch- und Französisch-Bücher kamen 1946 in der Sowjetischen Besatzungszone auf die Liste der auszusondernden Literatur.

## Publikationen
- Englisch. Verkehrswissenschaftliche Lehrmittelgesellschaft m. b. H. bei der Deutschen Reichsbahn. Berlin 1928.
- Französisch. Verkehrswissenschaftliche Lehrmittelgesellschaft m. b. H. bei der Deutschen Reichsbahn. Berlin 1928.
- Von Abraham bis Rathenau. Viertausend Jahre jüdischer Geschichte. Selbstverlag, Berlin 1935; 1937 als Heft 9 der Schriftenreihe des Rassenpolitisches Amt der NSDAP nachgedruckt
- Die deutsche Ostmark kehrt heim zum Reich. Eine rassenegeschichtliche Studie, 1938.
- Sind die Habsburger judenblütig? In: Weltkampf 15 (1938), S. 261–265.
- Das Ahnenerbe Friedrichs des Großen. Mit 1 Ahnenliste. 1939.
- Die Familie Rothschild. Kohlhammer, Stuttgart, Berlin 1939; 2., durchgesehene Auflage 1943.
- Viertausend Jahre jüdischer Geschichte. Reclam-Verlag, Leipzig 1939; 2., durchgesehene Auflage 1940.
- Englisch nach Dr. phil. Walther Brewitz, 1946.